# Wong (supermercado)
Wong es un supermercado de origen peruano perteneciente al holding chileno Cencosud, la cual también posee la marca Metro en el Perú.

## Historia

### Como E.Wong
En 1942, Erasmo Wong abrió una tienda en el distrito de San Isidro, en la ciudad de Lima. Toda la familia tenía la visión de que fuese la mejor tienda de Lima y es así como sus hijos, liderados por Erasmo Wong Lu Vega, deciden años más tarde fundar una tienda que se enfoque en la calidad y el servicio al cliente.
En el año 1983 se abrió el primer supermercado E. Wong en una casona neocolonial del óvalo Gutiérrez en el distrito de Miraflores y para 1990 ya contaba con cinco tiendas, incluyendo la remodelada tienda de descuento E. Wong convertida en un supermercado. En 1992, E. Wong amplía todas sus tiendas y en 1993 compró a sus competidoras Galax y Todos, lo que le permitió abrir 4 nuevas tiendas. En 1995, se volvieron a ampliar todas las tiendas en el área de venta y en los estacionamientos, en algunos casos a más del 100%. En 1999, E. Wong llega a las 15 tiendas tras inaugurar un supermercado en la urbanización Las Gardenias, en el distrito de Santiago de Surco. No obstante, algunos locales fueron convertidos en Metro, quedándose finalmente con 12 tiendas. En 2004 abrió su establecimiento en el balneario de Asia al sur de la ciudad de Lima, ofreciendo productos de mayor valor en el mercado nacional.

### Como Wong
Hacia el año 2004, E. Wong encargó a una empresa el rediseño de su imagen con el fin de buscar una mayor identificación con los clientes.Tras un año de estudio, el 4 de julio de 2005, E. Wong anunció por prensa y televisión el cierre de todas sus tiendas, lo que produjo gran sorpresa en el público. El miércoles 6 de julio de 2005, se produjo el cierre, y al día siguiente, anunció la reinauguración de la cadena bajo la marca Wong, a la vez con el compromiso de seguir brindando la mejor calidad, pero manteniendo los mejores precios. La campaña le hizo ganar el premio de publicidad Effie en 2006.
En 2007, por primera vez se abren tiendas fuera de Lima, siendo la ciudad de Trujillo, donde se inaugura el primer supermercado Wong en provincias. En diciembre del mismo año, Cencosud adquiere la marca Wong y todas las marcas de la corporación (Metro, American Outlet, entre otras).
El 13 de julio de 2009, se inauguró el primer hipermercado Wong en el centro comercial Plaza Norte, en el distrito de Independencia. A finales del mismo año, se inaugura el segundo hipermercado Wong en el distrito de Ate, siendo en la actualidad, el único local de la cadena ubicado en un distrito "populoso". En marzo de 2010, Wong vende todas sus acciones a Cencosud, y el 16 de noviembre de ese año, se inaugura una nueva tienda en el centro comercial Parque Lambramani, en la ciudad de Arequipa.
Debido a que no llegó el público esperado, el 23 de enero de 2012, la tienda Wong de Plaza Norte se relanzo como un hipermercado Metro (sin embargo, lo mismo ocurriría en 2013 con su tienda en Arequipa).
El 29 de mayo de 2012, se inauguró un supermercado Wong en el distrito de Miraflores, en el Strip Center Bajada Balta, que es un pequeño centro comercial de Cencosud. Asimismo, se modificó el logo de Wong con los nuevos estándares de Cencosud. El 30 de octubre de 2012, se inauguró un supermercado Wong en formato pequeño en el centro comercial Larcomar.
El 21 de enero de 2016, se incendió el supermercado Wong ubicado en el centro comercial Boulevard de Asia, consumiendo su interior en su totalidad. Una semana después del incidente, Wong se comprometió a reabrir la tienda en una semana, un reto que funcionó con la ayuda del optimismo de sus clientes, lo que se presentó en una campaña publicitaria.
El 14 de junio de 2016, se inauguró el supermercado Wong número 19, en la urbanización El Sol de La Molina, en el distrito de La Molina.
En junio de 2018, Wong inicia la remodelación de algunos locales y se planea la construcción de 8 nuevas tiendas.
El 7 de diciembre de 2024, se inauguró el supermercado Wong en el distrito de Lurín, en una moderna tienda en el nuevo Centro Comercial KM40 de la Antigua Panamericana Sur.

## Actualidad

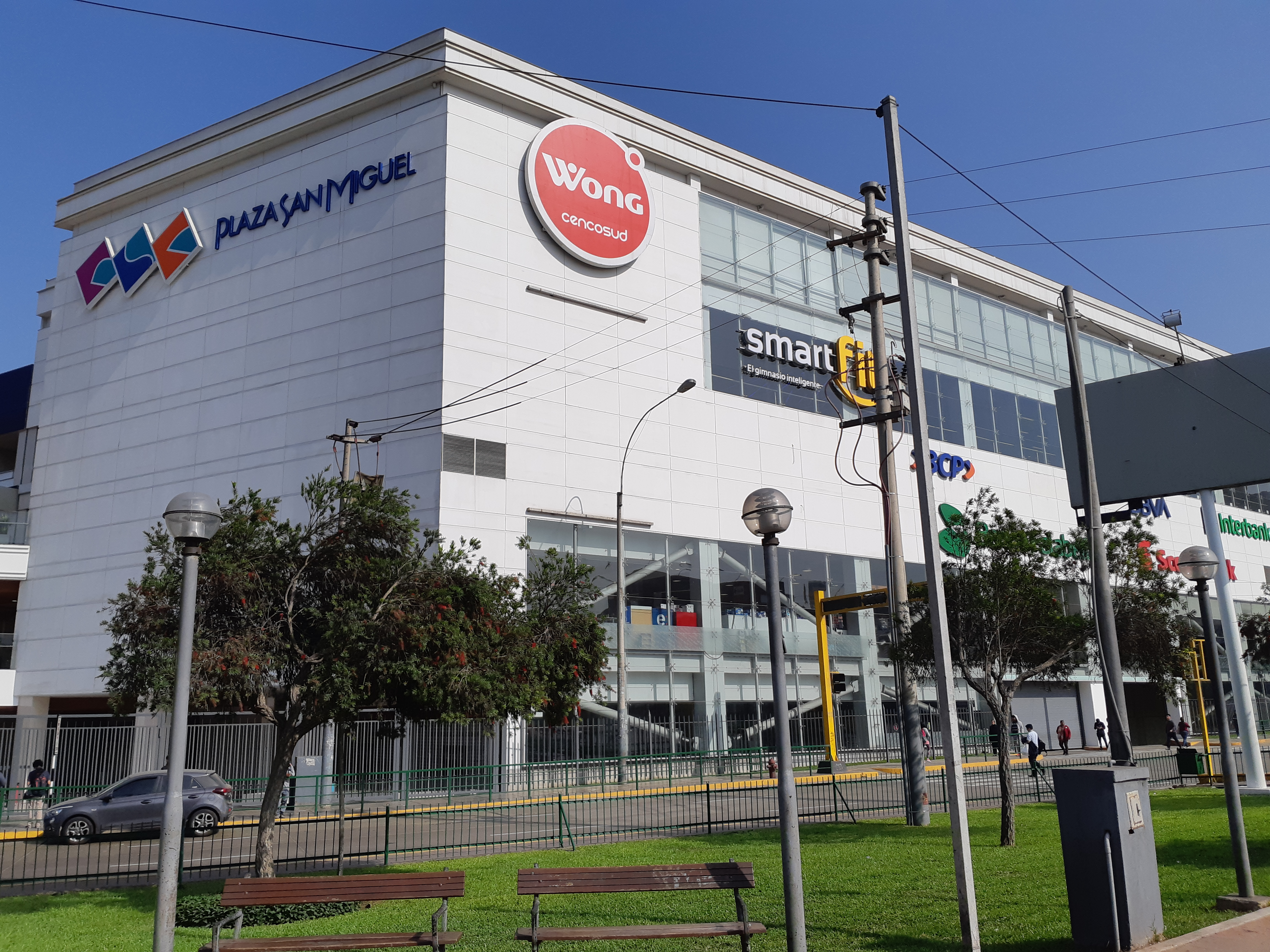
Supermercado Wong en el centro comercial Plaza San Miguel.

Wong se caracteriza por enfocarse al cliente y brindarle un servicio de alta calidad. A diferencia de la mayoría de supermercados en el Perú, que se enfocan en llevar los precios más bajos a los clientes, en Wong buscan que el cliente realice sus compras de la forma más cómoda, eficaz y placentera posible.
Tiene un sistema de compras por teléfono llamada Wongpedidos (disponible solo en Lima). Asimismo, en 1999 lanzó su página web y por primera vez se podían hacer compras por internet.
Desde 1986 hasta 2020, en el mes de julio, se realizó el Gran Corso de Wong de Fiestas Patrias, un evento de gran acogida que se realiza en el distrito de Miraflores (entre 2016 y 2018 se realizó en el distrito de Santiago de Surco) donde desfilan carros alegóricos, colegios, bandas, bailes típicos del Perú, y finaliza con un espectáculo de fuegos artificiales, pero a partir de 2019, los fuegos artificiales se reemplazaron por un espectáculo de luces y música.
Desde 2015, Wong promueve una campaña publicitaria para fomentar los valores y la amabilidad en el Perú. Como parte de ella, su eslogan cambia a "Donde ser amable es un placer".

### Premios
En 2003, Wong (por entonces E.Wong) fue nombrada por la institución Apoyo como la empresa privada más eficiente del país.
Wong recibió dos veces el Premio a la Creatividad en el Servicio al Cliente.
Wong recibió en 2004, 2005 y 2006, cinco premios Effie en reconocimiento a la eficiencia en el marketing empresarial.
En octubre del 2006, Wong recibió el Grand Prix, el máximo premio otorgado en la Ciudad de México por la Asociación de Marketing directo e indirecto de Latinoamérica.
En octubre del 2007, en la ciudad de Chicago, Wong ganó el Echo Award de la DMA.
Wong recibió dos veces la certificación Leed por edificaciones sostenibles: en 2016, por el Wong de Asia reinaugurado, y en 2018, por un local pequeño en el centro comercial Patio Panorama, ubicado en el distrito de Santiago de Surco, cerrado en 2025.

## Eslóganes
- 1983-2015: Donde comprar es un placer
- Julio-Noviembre 2005: E.Wong ahora es Wong/Ahora E.Wong es Wong/Wong es Wong (anuncio por el cambio de nombre a Wong)
- 2005-2007: Nuevos y mejores precios, con la calidad y servicio de siempre
- 2015-2017: Somos Amables, Seamoslo Siempre
- 2017-presente: Donde ser amable es un placer
- 2021-2024: Eso que te hace experto, encuentrálo en Wong
- 2022-presente: De expertos para expertos